# Base militaire de Taara
La base militaire de Taara (en estonien: Taara sõjaväelinnak) est une installation militaire des forces armées estoniennes située à Võru, dans le sud de l'Estonie.

## Historique
Les installations militaires de Taara ont été construites entre 1926 et 1928.

## Structure
La base militaire de Taara est la principale installation militaire de ce que l'on appelait autrefois le district de défense sud. Elle accueille les unités suivantes :
- 2e brigade d'infanterie (en) (Quartier général à Tartu)

- -  Bataillon d'infanterie Kuperjanov (en)
  -  Bataillon de soutien (en)

La 2e brigade d'infanterie continuera d'activer d'autres unités pour atteindre sa pleine capacité opérationnelle d'ici 2022.